# みんなのニュース えひめ
『みんなのニュース えひめ』は、テレビ愛媛で夕方に放送されていた愛媛県向けのローカルワイドニュース番組。ハイビジョン制作。正式タイトルは『FNNみんなのニュース えひめ』。

## 番組概要
キー局・フジテレビが『（FNN）みんなのニュース』をスタートさせることに伴い、2015年3月27日に終了した『EBCスーパーニュース』の後継番組として放送開始。

## キャスター
いずれも、テレビ愛媛のアナウンサー（当時）。

### 終了時点
平日版
- キャスター：堀本直克、名護谷希慧
- スポーツ：正本健太
- リポーター：櫻本茉朋

週末版
- キャスター：シフト勤務

## 放送時間
いずれも日本時間（JST）。
平日版
- 月 - 木曜日 16:50 - 19:00（130分）
  - 途中、『（FNN）みんなのニュース』を内包。
- 金曜日 17:53 - 19:00（67分）
  - 『つながるワイド ほ〜なん。』休止日は月 - 木曜日と同様のタイムテーブルで放送。

週末版
- 土・日曜日 17:30 - 18:00（30分）
- 前半は『FNN みんなのニュース Weekend』をネット。